# روبرت تشادويك
روبرت تشادويك (16 أكتوبر 1879 في نيوزيلندا - 11 مارس 1939) (بالإنجليزية: Robert Chadwick)‏ هو لاعب كريكت نيوزلندي.

## وصلات خارجية
- روبرت تشادويك على موقع إي آس بي آن كريك إنفو (الإنجليزية)